# Боццоло
Боццоло (італ. Bozzolo) — муніципалітет в Італії, у регіоні Ломбардія, провінція Мантуя.
Боццоло розташоване на відстані близько 400 км на північний захід від Рима, 110 км на схід від Мілана, 26 км на захід від Мантуї.
Населення — 4231 особа (2014).
Щорічний фестиваль відбувається 29 травня. Покровитель — San Restituto.

## Демографія
Населення за роками:

Станом на 1 січня 2023 року в муніципалітеті офіційно проживало 575 іноземців з 34 країн, серед них 179 громадян країн Євросоюзу та 8 громадян України.

## Сусідні муніципалітети
- Аккуанегра-суль-К'єзе
- Кальватоне
- Маркарія
- Ривароло-Мантовано
- Сан-Мартіно-далл'Арджине
- Торната